# Castello di Piubega
Il castello di Piubega è un'antica roccaforte risalente al XII secolo situata nel centro storico di Piubega, in provincia di Mantova, che conserva inalterata la Torre Civica, nell'attuale piazza Matteotti.

## Storia
Alla fine del XII secolo Piubega, circondata da mura e fossato di difesa, possedeva uno dei più importanti castelli del mantovano con torre di ingresso.
Intorno al 1410 il castello venne affidato a Carlo Albertini, conte di Prato, quale feudo onorifico, concessogli da Gianfrancesco Gonzaga. Fu da questo incarcerato per aver tramato contro di lui e, nella prima metà del XV secolo, il marchese provvide a rientrare in possesso dell'edificio e a rinforzare la struttura di confine.
Agli inizi del Settecento gli austriaci provvidero ad abbattere la struttura e a conservare la torre.